# Halvakustisk gitarr

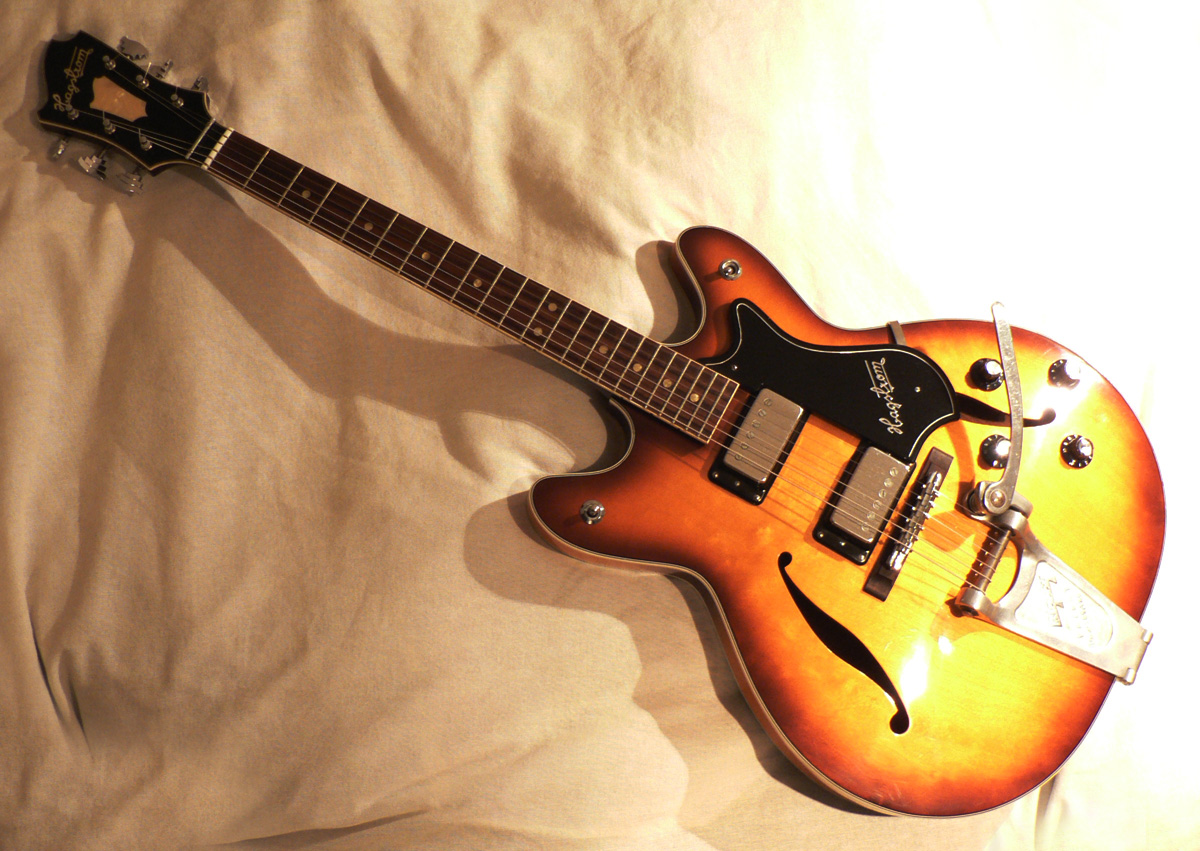
Hagström Viking – Hagströms första halvakustiska gitarr.

Halvakustiska gitarrer har en klanglåda, liksom den helakustiska gitarren. En typ av halvakustisk gitarr använder en vanlig mikrofon för att fånga upp ljudet som uppstår i klanglådan. Andra typer använder mikrofoner av elgitarrstyp som kan monteras i ljudhålet på en vanlig gitarr. Den kommer då att fungera precis som en vanlig elgitarr. Den senare varianten kan kallas "spansk elektrisk", vilket kommer sig av att akustiska gitarrer ibland kallas spanska gitarrer och en spansk elektrisk gitarr är som en sådan, men med likadana mikrofoner som en elgitarr.